# José Chiarella
José Hernani Chiarella Espíritu, né à Lima le 7 avril 1929 et mort dans la même ville le 22 septembre 2019, est un entraîneur péruvien de football.

## Biographie
Diplômé en chimie pharmaceutique, tout en ayant une formation en EPS, José Chiarella se distingue au Sport Boys, qu'il a dirigé à quatre reprises (1966, 1969, 1978 et 1980-81). Il a aussi entraîné à quatre moments différents le Defensor Lima (en 1968, 1970, 1977 et 1993-1994). 
Il connaît d'autres expériences plus brèves tant au Deportivo Municipal (en 1982) qu'au Sporting Cristal (en 1984) avec entretemps une pige au Venezuela, au Portuguesa FC, en 1983. 
Après avoir été l'adjoint de Roberto Scarone au sein de la sélection péruvienne de football en 1973, il en devient l'entraîneur principal à l'occasion de la Copa América 1979 dont le Pérou est le tenant du titre.
Il met fin à sa carrière dans les années 1990 après deux expériences avec des clubs du nord du Pérou : le Carlos A. Mannucci en 1991-1992 et l'Atlético Grau en 1997.
Retiré du milieu du football, il meurt le 22 septembre 2019, à l'âge de 90 ans.

## Palmarès
Unión América
- Championnat du Pérou D2 (1) :
  - Champion : 1958[4].